# Colleretto Giacosa
Colleretto Giacosa est une commune italienne de moins de 1 000 habitants située dans la ville métropolitaine de Turin dans la région Piémont dans le nord-ouest de l'Italie.

## Administration
| Période                                  | Période  | Identité         | Étiquette | Qualité |
| ---------------------------------------- | -------- | ---------------- | --------- | ------- |
| depuis 14 juin 2004                      | En cours | Marcello Pricco. |           |         |
| Les données manquantes sont à compléter. |          |                  |           |         |

### Communes limitrophes
Samone (Turin), Loranzè, Pavone Canavese, Parella, San Martino Canavese

## Personnalités liées à la ville
- Giuseppe Giacosa (1847- 1906), célèbre dramaturge et librettiste d'opéra (La Bohème, Tosca, Madame Butterfly), naquit et mourut à Coleretto.